# Gulag de Akmolinsk para mujeres de los traidores de la patria

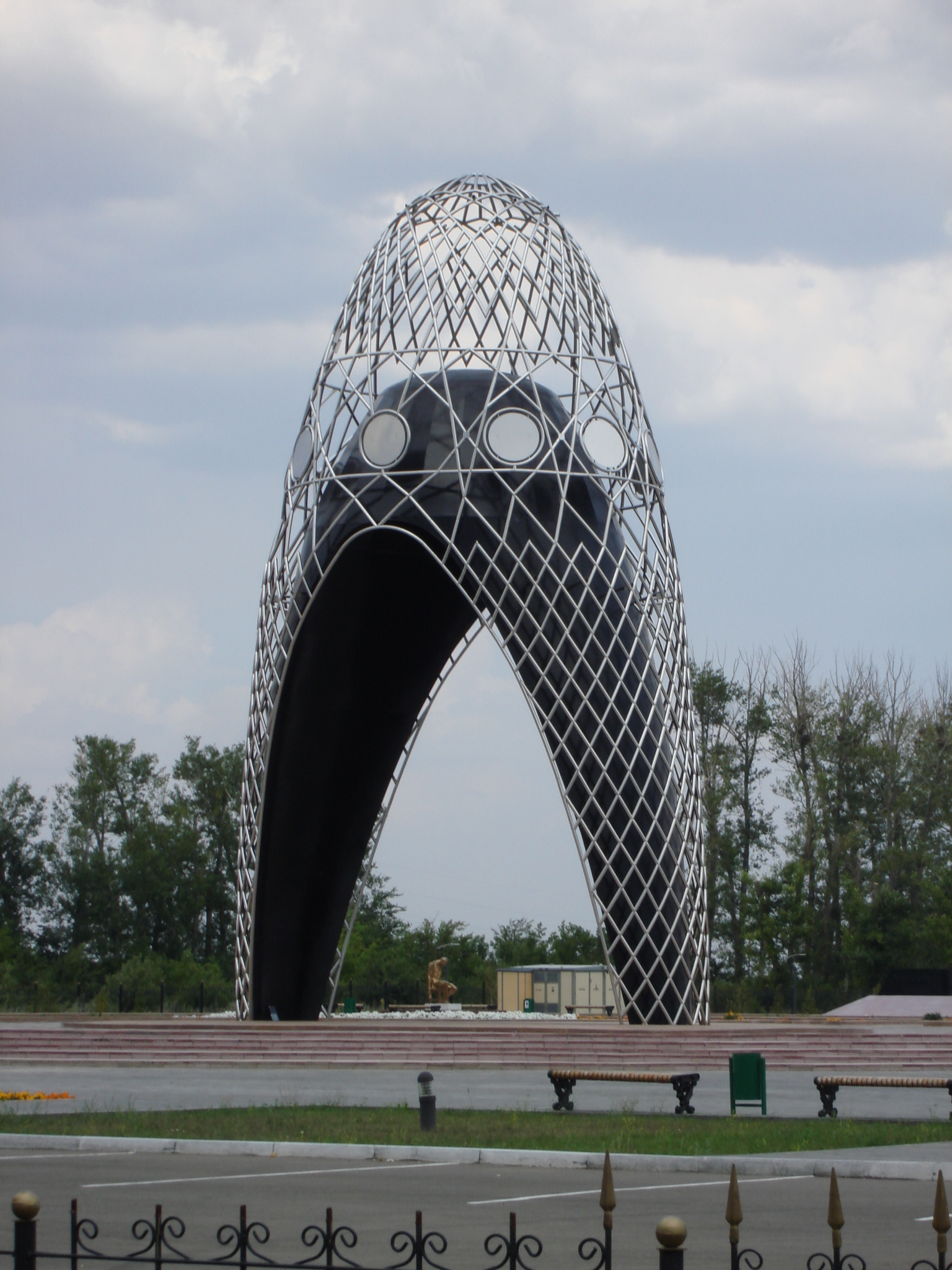
El monumento "Arco del dolor" ubicado en Akmol. Realizado en conmemoración a las víctimas de la represión política y el totalitarismo.

El Gulag de Akmolinsk para mujeres de los traidores de la patria (en ruso: Акмолинский лагерь жён изменников Родины, acrónimo АЛЖИР; Akmólinski láguer zhon izménnikov Ródiny o ALZHIR) es el nombre coloquial que recibia el campo de trabajo correctivo Nº 17 del Gulag en Karagandá, situado en el óblast de Akmola en la RSS de Kazajistán, entre 1938 y 1953. Formaba parte del tristemente célebre Karlag, uno de los campos de trabajo más grandes del Gulag. 
Fue el campo de trabajo para mujeres más grande de la Unión Soviética, y por eso su nombre está relacionado con la composición de la población de reclusos, de la que una parte importante eran mujeres castigadas según la Orden N.º 00486 del NKVD (ver Familiares de traidores a la Madre Patria).
En 1936, había cerca de ocho mil mujeres reclusas, entre ellas 4.500 castigadas y en otras instalaciones de Karagandá hubo mil quinientas más. 

## Historia del campamento
Se construyó por orden del NKVD del 15 de agosto de 1937 en el asentamiento de Tonkeris (Malínovka) al sureste de Akmólinsk (ahora Astaná) – la capital de Kazajistán) como una instalación más de los campos de trabajo del Gulag en Karagandá. De acuerdo con una orden del gobierno ruso del 8 de junio de 1934 para los «miembros de familias de traidores de la patria» se instauró una pena de privación de libertad de entre 5 a 10 años o exilio a regiones lejanas de Siberia por 5 años. El campamento ALZHIR ocupaba 30 hectáreas. Hubo otros campos del Gulag en los óblasts de Karagandá y Akmólinsk.
En 1931, en el emplazamiento del futuro ALZHIR se formó el asentamiento para relocalizaciones forzadas Nº 26 para deportados y colonizadores enviados desde el óblast de Sarátov. Desde lejos se trajeron pobladores provenientes de distintas partes de la URSS: en 1932, desde Bielorrusia, en 1933 54 familias desde Crimea, y más tarde fueron enviadas familias desde Moldavia y Ucrania.
La instalación se abrió como un campo de detención y trabajos forzados  a principios del 1938. Empezaron a llegar los prisioneros desde el 10 de enero de 1938. Medio año más tarde se encontraba repleto y la administración de los campos de trabajo de Karagandá se vio obligada a distribuir a los demás reclusos en otras instalaciones. Luego en otoño se construyó otro campo para las familias, llamado Spásskoie.
Desde el 29 de diciembre de 1938 se incluyó oficialmente en la estructura organizativa de Karagandá como "Instalación de Akmólinsk de los campos de corrección y trabajos forzados de Karagandá" (hasta esta fecha estaba bajo control del GULAG y el NKVD). 
A principios del 1950, el campamento ALZHIR se disolvió, pero los presos no adquirieron el derecho de volver a sus hogares hasta su rehabilitación en 1958. Se cerró en 1953.
Entre las prisioneras del ALZHIR estuvieron la hermana y cuñadas de Mijaíl Tujachevski, las mujeres de Nikolái Bujarin, Nikolái Krestinski y Borís Pilniak, la madre y el hermano pequeño de Maya Plisétskaya, Azari Plisetsky,y  la madre del cantautor Yuli Kim.

## Condiciones de vida del campamento
A diferencia de la mayoría de campos de concentración de Karagandá, el nº17 estaba rodeado de vallas con alambres de espino y torres de guardia. En el territorio del campamento se hallaba un lago en cuya orilla crecían juncos. Los juntos se usaban para calentar las barracas en invierno y para construcción en verano. 
Las condiciones de la prisión no se diferenciaban de las generales de los campos de Karagandá. Estando en régimen de “Instalación especial de campamento de detención” se les impusieron limitaciones adicionales a los prisioneros. En particular se prohibió el escribir cartas y recibirlas, además de trabajar en la especialidad de cada uno. Aun así, la mayoría de las mujeres con profesiones especiales trabajaban en su especialidad. Los expertos con perfil de humanidades como músicos, poetas, profesores, etc, una vez recibían la categoría “TF”(en ruso: годен для тяжёлого физического труда, adecuado para el trabajo físico) por la comisión médica, fueron empleados para tareas del campo y como ayudantes en la construcción. Los enfermos, ancianos y niños trabajaban en fábricas de bordados y costura.

## La actitud de la población con respecto a los presos
Según las memorias recogidas, el asentamiento cercano no se creían las historias de las mujeres prisioneras sobre las razones de su aprisionamiento. El contacto entre los habitantes locales y los prisioneros estaba limitado, pero aun así la construcción del campamento tomo una parte importante del territorio de este asentamiento. En este territorio había varias aldeas kazajas y siete poblaciones con habitantes «europeos»(un total de 4861 fincas con 21979 personas). A causa de la construcción del campamento todas estas poblaciones fueron reasentadas en otras regiones del oblast de Karagandá. Parte del ganado que pertenecía a los habitantes se destinó a las necesidades del campamento.

## Situación de los niños
Muchas mujeres del ALZHIR tenían niños pequeños, que también fueron arrestados con ellas. También había entre las prisioneras mujeres embarazadas. El 24 de abril de 1951, se liberaron de los campos de trabajo todas las mujeres prisioneras que se encontraran entonces embarazadas y las que vivieran con hijos en el campamento, y también muchas de las que los tenían fuera.

## Centro memorial de las víctimas de la represión política y el totalitarismo «ALZHIR»
El Centro memorial para las víctimas de la represión política y el totalitarismo «ALZHIR» fue abierto el 31 de mayo de 2007 por iniciativa del presidente de Kazajistán Nursultán Nazarbáyev en la aldea de Akmol (antes Malínovka, antes «punto 26») en el distrito de Tselinograd del óblast de Akmola, en el lugar del campo de trabajo «punto 26», donde fue construida la instalación de Akmólinsk de Karagandá, que luego recibiría el nombre de «campo de concentración para las mujeres de los traidores de la patria de Akmólinsk». La apertura del museo fue programada para el 10.º aniversario de la adopción del decreto de 1997 «Sobre la instauración de un monumento para las víctimas de la represión política del 31 de mayo», 70 años después del inicio de la represión política a gran escala. El autor del centro es el condecorado arquitecto kazajo C. ZH. Harýnov.

## Memoria del ALZHIR
La investigadora kazaja Z.K. Suragánova en los años 1990 y 1991 se encontraba en Malínovka tomando entrevistas a antiguos prisioneros de ALZHIR y a sus parientes y celadores.  Zubaidá Suragánova entregó el material recogido, así como las fotografías, para su conservación en el archivo y museo de historia local de la provincia de Akmola (antes de Tselinograd).

## Otros campos para mujeres de la URSS
Además de ALZHIR en la URSS operaban otros tres campamentos de mujeres:
- Temliakovski a 40 km de Gorki (Nizni Nóvgorod)
- Dzhangidzhirski a 100 km de la ciudad de Frunze (Biskek)
- Temnikovski  en la región de Mordovia (el 1 de agosto de 1948, de los 13.877 presos 4.371 eran mujeres).

## Curiosidades
Los kazajos les tiraban a las prisioneras del campo del Gulag bolitas de Kashk [[Campo de trabajo de Akmolinski para mujeres de traidores de la Madre Patria#cite%20note-14|]] que los guardias tomaban por piedras.